# Пак Син Хі
Пак Син Хі (хангиль: 박승희, 28 березня 1992) — корейська ковзанярка, спеціаліст із шорт-треку, призер Олімпійських ігор, багаторазова чемпіонка світу.
Пак Син Хі здобула дві бронзові олімпійські медалі на Олімпіаді у Ванкувері: на дистанціях 1000 м і 1500 м. В естафеті на 3000 м корейська команда фінішувала першою, але була дискваліфікована суддями. 
Уже після закінчення Олімпіади Пак Син Хі виступала на чемпіонаті світу в Софії і здобула 4 золоті медалі, в тому числі вигравши змагання в загальному заліку. В активі ковзанярки ще одна золота медаль з чемпіонату світу 2008 року.